# ولایت خودمختار نگاوا تبتی و کیانگ
ولایت خودمختار نگاوا تبتی و کیانگ (به لاتین: Ngawa Tibetan and Qiang Autonomous Prefecture) یک منطقهٔ مسکونی در جمهوری خلق چین است که در سیچوآن واقع شده‌است. ولایت خودمختار نگاوا تبتی و کیانگ ۸۳٬۲۰۱ کیلومتر مربع مساحت و ۹۱۹٬۹۸۷ نفر جمعیت دارد.